# PSR B1620-26

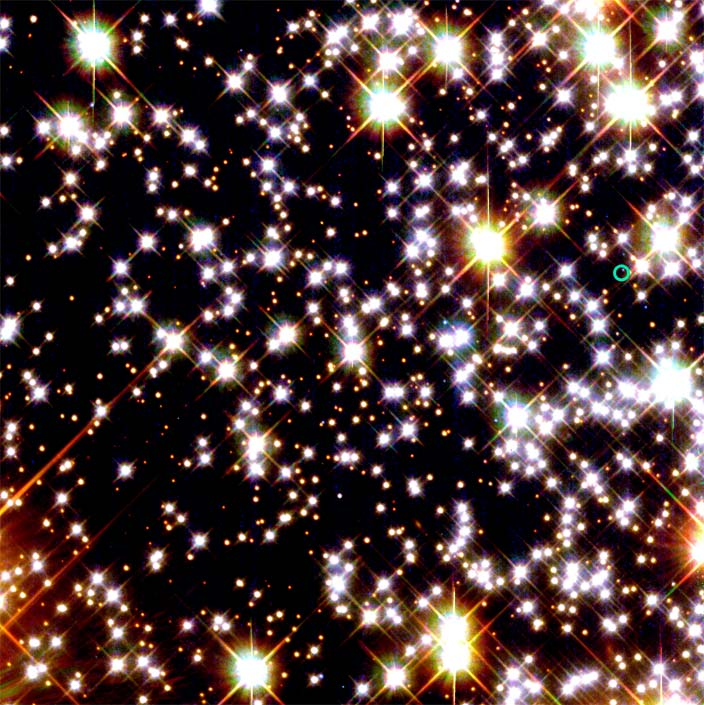
Локалізація системи PSR B1620−26 в скупченні Мессьє 4

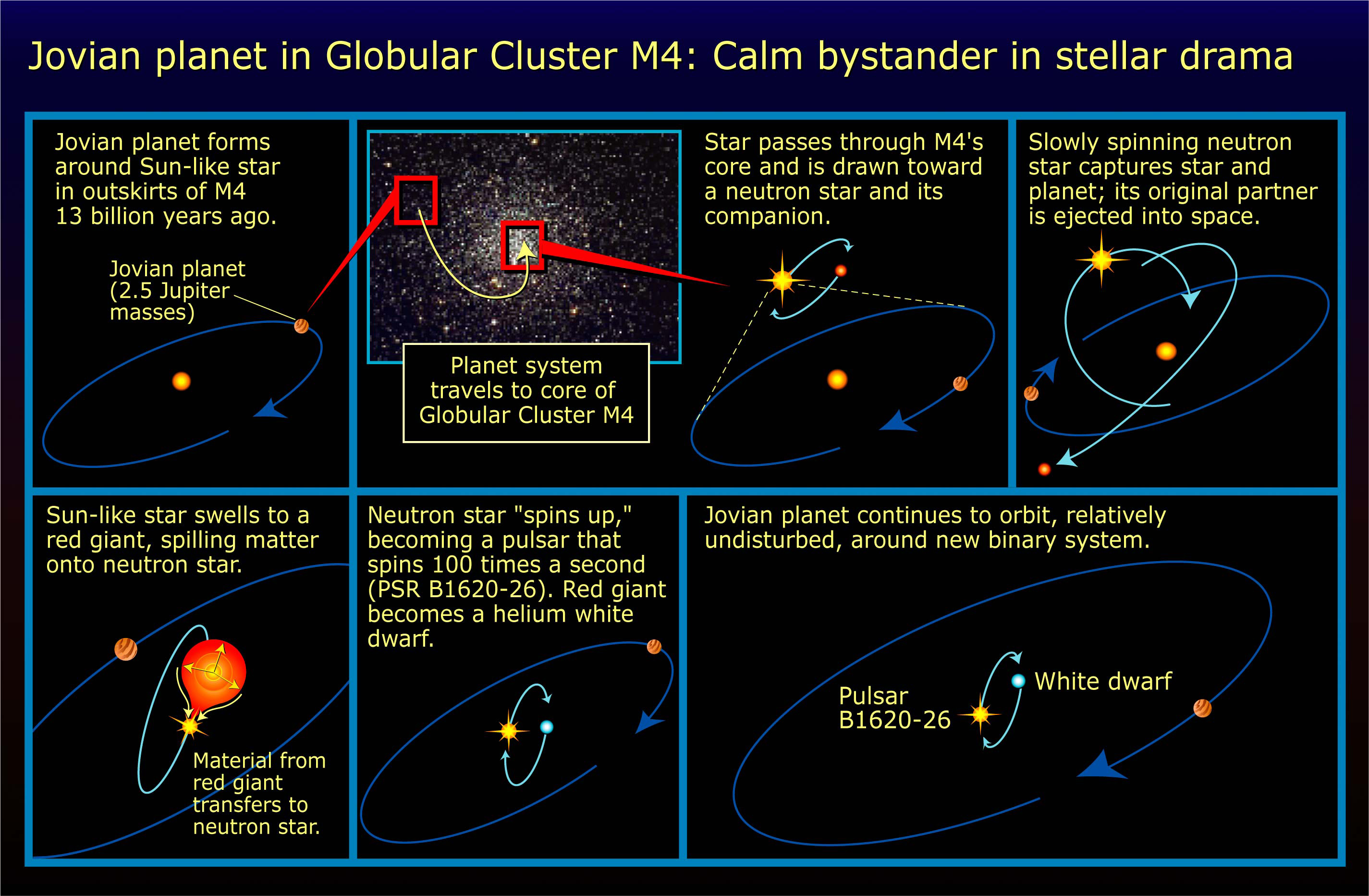
Розвиток системи PSR B1620−26.

PSR B1620-26 — подвійна зоря в кулястому скупченні Мессьє 4. Система складається з пульсара, який робить близько 100 обертів за секунду, і білого карлика масою 0,34 M☉. Зорі обертаються навколо спільного центру мас на відстані 1 астрономічної одиниці одна від одної. Повний оберт відбувається кожні 6 місяців. Пульсар і білий карлик отримали позначення PSR B1620-26 A і PSR B1620-26 B відповідно. На початку 1990-х років у системі відкрили екзопланету PSR B1620-26 b.